# Ilha de Capraia (Tremiti)
A Ilha de Capraia, também chamada de Caprara ou Capperaia é uma ilha da Itália no arquipélago de Tremiti (ou Diomedee) no mar Adriático.
Completamente desabitada, está sob a jurisdição da província Foggia, Puglia.

## Geografia
A ilha é a segunda maior em extensão do arquipélago. Distante 350 metros de San Nicola, 1.450 metros de San Domino, ocupa uma área aproximada de 45 ha, comprimento de 1,6 km, largura de 610 metros, altura máxima de 53 metros acima do nível do mar,(Colle del Grosso) extensão litorânea de 4,7 km.
O terreno é rochoso e a vegetação é escassa, apenas com aroeiras, artemísias, cardos, alcaparras (origina o nome da ilha).
O lado norte é mais alto, descendo levemente ao sul até o mar. Ao nordeste está a península Punta Secca em cujo istmo está situado o famoso farol da Marinha.
Gruta Sorrentino ou Gruta do Amor: Através do cume da Cala Pietre di Fucile, que mostra-se uniforme, se nota uma enseada escondida, de um azul esmeralda tão intenso como o de Capri.
Architello di Capraia: Perfeita em arquitetura natural, criada pela ação da água em uma grande rocha calcária em forma de arco, onde pode-se ver ao fundo, a península sinuosa e Gargano, com um pequeno lago rodeado pelo mar.
A rocha tem um tamanho colossal: cinco metros de largura, lateral de quatro metros e altura de seis metros. A água tem cor esmeralda fosforescente.
O farol que se espelha no pequeno lago, é aceso automaticamente ao entardecer e apagado com a luz do sol.
Il Grottone: Em enseada próxima ao Architello ou Architiello, é uma grande gruta com altura de 15 metros, largura de 8 metros e comprimento de 10 metros, que refugia os barcos de pesca quando um temporal se aproxima. A água é de tom azul fosforescente.
Gruta Turchese: De um azul turquesa profundo, esta gruta aponta para o Architello e é coberta pelo farol. A parte mais funda tem a cor azul safira.
No lado esquerdo, avista-se uma caverna com um espelho d'água onde vivem algas, corais, moluscos, colorindo a água como um tapete florido.
Gruta dos Mistérios ou Gruta Esmeralda: Situada entre Punta Secca e Architello, é vislumbrada através de uma fresta na forma da janela. Acessada por barco, a partir de abertura muito grande no lado direito da pequena baía. A gruta é bem alta, mas não tão ampla, de cor violeta e escarlate pela fosforescência da água.
Outros locais de interesse: Scogiletti, com uma pequena praia arenosa, Gruta da Vedova e Cala dei Turchi, uma pequena praia para turistas que gostam de aventuras. A cala (enseada) foi local de refúgio das galeras turcas no cerco de 1567.

## Meio Ambiente

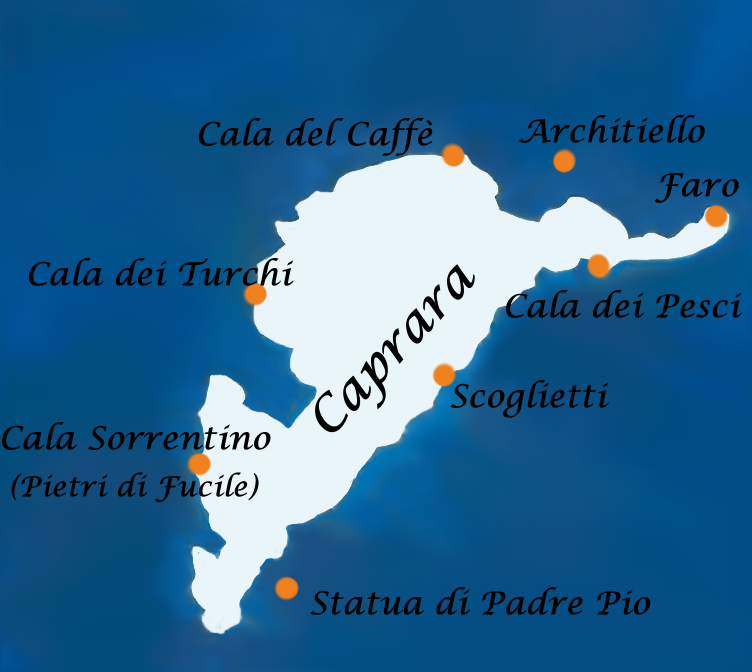
Capraia ou Caprara

Fazendo parte do Parque Nacional de Gargano, grande parte da ilha de Capraia está dentro da Zona B.
- Atividades permitidas: banho, mergulho sem aparelhos respiratórios, barcos a vela e remo.
- Atividades permitidas com prévia autorização da Capitania do Porto de Manfredonia: mergulho; navegação de barcos motorizados e navios; transportes de navegação públicos, incluindo visitas guiadas, aluguel e arrendamento de embarcações de recreio.

Pesca esportiva com anzol; pesca profissional excluindo rede de arrasto; atividades fotográficas subaquáticas; apoio e mergulho para pesca comercial e pesquisa científica.
- Atividades proibidas: qualquer forma de pesca ou de amostra, por parte de mergulhadores munidos ou não de conjunto de mergulho; qualquer atividade que possa alterar, direta ou indiretamente o ambiente geofísico ou de outra forma prejudicar o meio ambiente.[5]

## Arte
Estátua do Padre Pio da Pietrelcina : Em 1998, foi colocada na costa de Capraia, a 10 metros de profundidade, uma estátua do Padre Pio.
Com 3 metros de altura, é a maior estátua subaquática do mundo. Trabalho do escultor Domenico Norcia, nascido em Foggia.

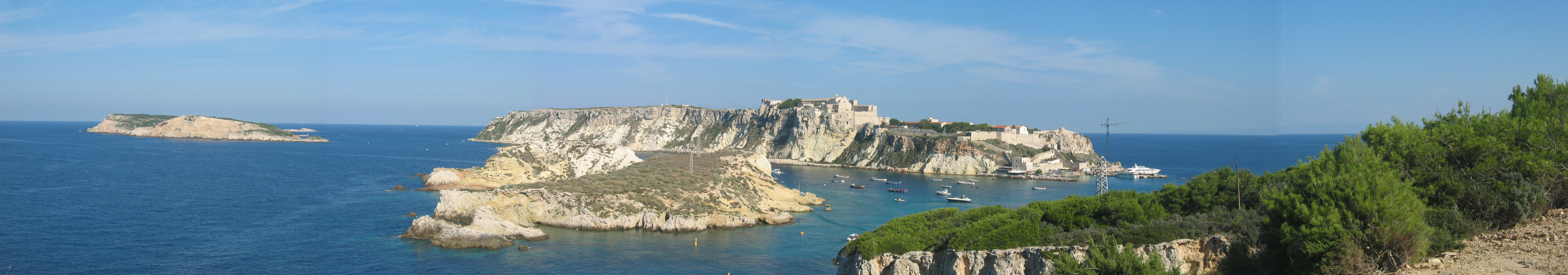
San Domino, San Nicola, Cretaccio e Capraia ao fundo